# Service de réanimation
Un service de réanimation (appelé communément « réa ») est un des services de l’hôpital qui prodigue des soins de réanimation. Il est la structure la plus « avancée » et « pointue » de la discipline de réanimation, devant les unités de soins intensifs (USI) et les unités de surveillance continue (USC), et prend en charge des défaillances multiples sur une durée prolongée.